# Marta Carissimi
Marta Carissimi (Torino, 3 maggio 1987) è un'ex calciatrice italiana, di ruolo centrocampista, e direttore sportivo dell'area femminile del Genoa.
Ha fatto parte della rosa della nazionale italiana che ha partecipato ai campionati europei nel 2009 e nel 2017, vestendo la maglia azzurra della nazionale in 55 incontri e realizzando 3 reti.

## Carriera

### Club

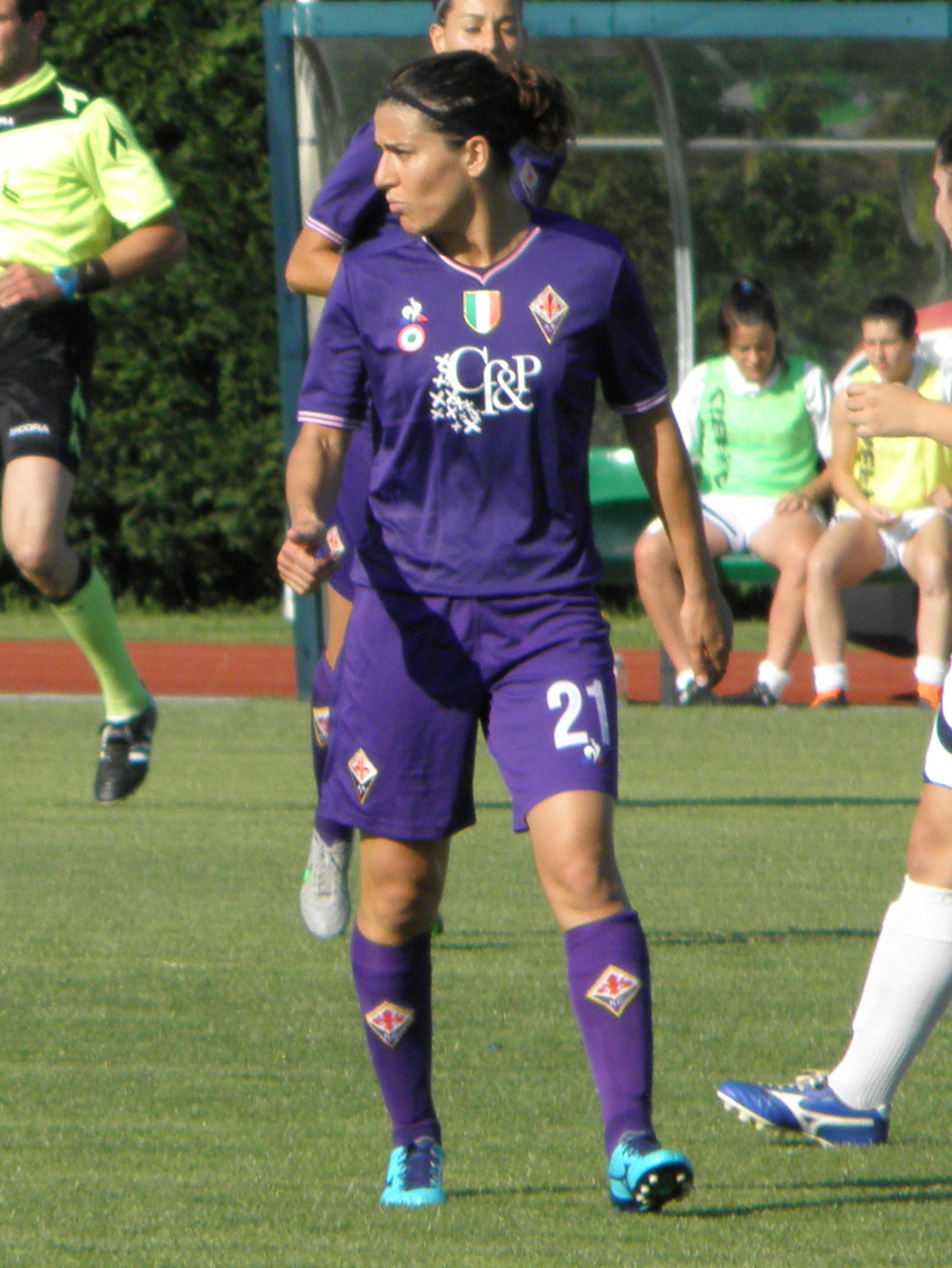
Carissimi alla Fiorentina nel 2018

Inizia la propria carriera a 10 anni, nelle formazioni maschili dell'U.S.D Gassino, squadra del suo paese, dove gioca sempre con i pari età fino all'età di 15 anni (grazie a una proroga della FIGC). Il regolamento impone il passaggio in un club femminile, così indossa la maglia granata del Torino conquistandosi subito il posto da titolare nella rosa della prima squadra e facendo così il suo esordio in Serie A. Con il Torino gioca nove campionati costantemente ai vertici della classifica concludendo come migliore risultato al secondo posto al termine della stagione 2006-2007, dietro al Bardolino. Carissimi ha vestito la maglia granata fino al termine della stagione 2010-2011.
Nell'estate 2011 si concretizza il suo passaggio al Bardolino Verona, determinato a scalare la classifica del campionato per concludere la stagione 2011-2012 su posizioni di rilievo con un'oculata campagna acquisti. Al suo primo campionato in gialloblu sfiora nuovamente lo scudetto a due punti dalla Torres arrivata al suo sesto titolo, scendendo in campo 25 volte su 26 e segnando 3 reti.
Grazie al secondo posto conquistato al termine della stagione, la società veronese accede alla UEFA Women's Champions League e Carissimi fa il suo esordio internazionale in un torneo per squadre di club il 26 settembre 2012, nella partita di andata valida per i sedicesimi di finale dell'edizione 2012-2013 e persa contro le inglesi del Birmingham City per 2-0. Con le veronesi rimane solo due stagioni, concludendo il rapporto con un totale di 48 presenze e 6 reti realizzate.
Nell'estate 2013 decide di accasarsi all'Inter Milano, neopromossa in Serie A, condividendo l'avventura della dirigenza che punta alla salvezza. La stagione 2013-2014 si rivela tuttavia particolarmente ostica, complicata anche dalla ristrutturazione del campionato che prevede la retrocessione di ben sei squadre, e al termine riesce a conquistare solo 24 punti che gli valgono la 13ª posizione, ovvero il quartultimo posto, e la conseguente retrocessione in Serie B, ritornata secondo livello del campionato italiano femminile di calcio.
Decide quindi di trasferirsi all'estero accettando la proposta dell'islandese Stjarnan, formazione con cui conquistata il titolo di Campione nella Úrvalsdeild kvenna (Pepsideild kvenna per ragioni di sponsorizzazione), il massimo livello del campionato islandese femminile di calcio, e la coppa nazionale.
Fa il suo esordio in campionato il 6 giugno, segnando due delle quattro reti con cui lo Stjarnan si impone sull'FH, e ritorna a giocare in Women's Champions League incontrando le russe dello Zvezda 2005 Perm' negli incontri per i sedicesimi di finale della stagione 2014-2015, giocati l'8 e il 16 ottobre e perdendoli entrambi. L'esperienza islandese è tuttavia breve; a campionato concluso e dopo l'esclusione dalla Champions League Carassimi decide di lasciare la società.
Nel novembre 2014 concretizza il suo ritorno in Italia per giocare nuovamente in Serie A, firmando un contratto per l'AGSM Verona che la inserisce in rosa a stagione Serie A già iniziata. Alla sua terza stagione con la maglia gialloblu, la prima con la nuova denominazione societaria, scende in campo 17 volte su 26 partite di campionato segnando due reti, e al termine del campionato conquista il suo primo scudetto personale e il quinto titolo di Campione d'Italia per la società.
Il 1º luglio 2018, dopo due anni alla Fiorentina durante i quali ha vinto uno scudetto e due Coppe Italia, ha annunciato che non avrebbe rinnovato il contratto con la società viola per la stagione entrante, diciassette giorni più tardi si aggrega alla neonata Milan per la stagione 2018-2019.
Il 30 giugno 2020, dopo due stagioni al Milan, ha annunciato il suo ritiro dal calcio giocato.

### Nazionale
Viene convocata nella nazionale italiana Under-19 facendo il suo debutto il 25 luglio 2003, in occasione della partita valida per la fase finale dell'edizione 2003 del campionato europeo di categoria e giocata contro le pari età della Germania, incontro terminato per 2-0 per le Azzurrine.
Nel 2004 è selezionata per rappresentare l'Italia vestendo nuovamente la maglia della Azzurrine dell'Under-19 all'edizione 2004 del campionato mondiale di categoria svoltosi in Thailandia, l'ultimo con quella formula prima di passare alle formazioni Under-20. Scende in campo in tutte le tre partite giocate a Chiang Mai, nel primo turno contro le pari età di Brasile, Cina e Nigeria, ma la formazione con due sconfitte e un pareggio non riesce ad accedere alla fase successiva.
In seguito entra nel giro della nazionale maggiore, selezionata dal commissario tecnico Pietro Ghedin nella rosa di atlete in partenza per la Finlandia, dove l'Italia è inserita nel gruppo C del Campionato europeo femminile di calcio 2009 assieme a Inghilterra, Svezia e Russia.
Debutta contro quest'ultima il 31 agosto 2009 allo stadio olimpico di Helsinki, nella partita conclusasi con la vittoria delle Azzurre per 2-0. L'Italia poi si fermerà ai quarti di finale, battuta dalla Germania che riuscirà a conquistare il suo 7º titolo continentale. Inserita dal ct Antonio Cabrini in rosa durante le qualificazioni al campionato mondiale 2015, gioca nella fase a gironi, nel gruppo 2, in occasione della partita vinta per 11-0 sulla Repubblica di Macedonia. Entrata titolare segna il nono gol dell'incontro al 77'.
Cabrini la inserisce in rosa anche nella finale di ritorno dei play-off persa con i Paesi Bassi e che concludono a un passo l'avventura dell'Italia al mondiale 2015.

### Dopo il ritiro
Dal 2020 è telecronista Rai Sport, principalmente per le partite della Nazionale azzurra femminile, ma raccontando anche un incontro storico fra club: Milan-Juventus femminile 0-1, giocatasi allo Stadio San Siro, il 5 ottobre 2020.
Dal 2022 è nel team dei telecronisti DAZN della UEFA Women's Champions League.
Il 26 ottobre 2022 subentra a stagione in corso nel ruolo di responsabile dell'area Women del Genoa, la cui sezione femminile milita in Serie B.
Nel gennaio 2024 ottiene l'abilitazione UEFA come direttore sportivo.

## Statistiche

### Presenze e reti nei club
| Stagione                | Squadra                 | Campionato              | Campionato | Campionato | Coppe nazionali | Coppe nazionali | Coppe nazionali | Coppe internazionali | Coppe internazionali | Coppe internazionali | Altre coppe | Altre coppe | Altre coppe | Totale | Totale |
| Stagione                | Squadra                 | Comp                    | Pres       | Reti       | Comp            | Pres            | Reti            | Comp                 | Pres                 | Reti                 | Comp        | Pres        | Reti        | Pres   | Reti   |
| ----------------------- | ----------------------- | ----------------------- | ---------- | ---------- | --------------- | --------------- | --------------- | -------------------- | -------------------- | -------------------- | ----------- | ----------- | ----------- | ------ | ------ |
| 2002-2003               | Torino                  | A                       | 23         | 2          | CI              | 2               | -               |                      |                      |                      |             |             |             |        |        |
| 2003-2004               | Torino                  | A                       | 13         | ?          | CI              | 2               | -               | -                    | -                    | -                    | -           | -           | -           | ?      | ?      |
| 2004-2005               | Torino                  | A                       | 7          | ?          | CI              | 3               | 2               | -                    | -                    | -                    | -           | -           | -           | ?      | ?      |
| 2005-2006               | Torino                  | A                       | 20         | 1          | CI              | 6               | 2               | -                    | -                    | -                    | -           | -           | -           | ?      | ?      |
| 2006-2007               | Torino                  | A                       | 10         | 0          | CI              | 5               | 1               | -                    | -                    | -                    | -           | -           | -           | 10+    | 0+     |
| 2007-2008               | Torino                  | A                       | 18         | 4          | CI              | 8               | ?               | -                    | -                    | -                    | -           | -           | -           | 16+    | 4+     |
| 2008-2009               | Torino                  | A                       | 22         | 1          | CI              | 4               | ?               | -                    | -                    | -                    | -           | -           | -           | 22+    | 1+     |
| 2009-2010               | Torino                  | A                       | 20         | 2          | CI              | ?               | ?               | -                    | -                    | -                    | -           | -           | -           | 20+    | 2+     |
| 2010-2011               | Torino                  | A                       | 12         | 0          | CI              | ?               | ?               | -                    | -                    | -                    | -           | -           | -           | 12+    | 0+     |
| Totale Torino           | Totale Torino           | Totale Torino           | 145        | 8          |                 | 30              | 3               |                      | -                    | -                    |             | -           | -           | 88+    | 8+     |
| 2011-2012               | Bardolino Verona        | A                       | 25         | 3          | CI              | 3               | 3               | -                    | -                    | -                    | -           | -           | -           | 25+    | 3+     |
| 2012-2013               | Bardolino Verona        | A                       | 23         | 3          | CI              | 7               | 3               | UWCL                 | 2                    | 0                    | -           | -           | -           | 25+    | 3+     |
| Totale Bardolino Verona | Totale Bardolino Verona | Totale Bardolino Verona | 48         | 6          |                 | 10              | 6               |                      | 2                    | 0                    |             | -           | -           | 50+    | 6+     |
| 2013-2014               | Inter Milano            | A                       | 23         | 2          | CI              | 1               | ?               | -                    | -                    | -                    | -           | -           | -           | 23+    | 2+     |
| 2014                    | Stjarnan                | Ú                       | 12         | 4          | CIs             | 4               | 0               | UWCL                 | 2                    | 0                    | -           | -           | -           | 18     | 4      |
| 2014-2015               | AGSM Verona             | A                       | 17         | 2          | CI              | ?               | ?               | -                    | -                    | -                    | -           | -           | -           | 17+    | 2+     |
| 2015-2016               | AGSM Verona             | A                       | 18         | 2          | CI              | 3               | 0               | UWCL                 | 4                    | 0                    | SI          | 1           | 0           | 26     | 2      |
| Totale AGSM Verona      | Totale AGSM Verona      | Totale AGSM Verona      | 35         | 4          |                 | 8               | 0+              |                      | 4                    | 0                    |             | 1           | 0           | 43+    | 4+     |
| 2016-2017               | Fiorentina              | A                       | 19         | 2          | CI              | 7               | 2               | -                    | -                    | -                    | -           | -           | -           | 24     | 2      |
| 2017-2018               | Fiorentina              | A                       | 20         | 0          | CI              | 4               | 0               | UWCL                 | 4                    | 0                    | SI          | 1           | 0           | 26     | 0      |
| Totale Fiorentina       | Totale Fiorentina       | Totale Fiorentina       | 39         | 2          |                 | 11              | 2               |                      | 4                    | 0                    |             | 1           | 0           | 50     | 2      |
| 2018-2019               | Milan                   | A                       | 17         | 0          | CI              | 4               | 0               | -                    | -                    | -                    | -           | -           | -           | 21     | 0      |
| 2019-2020               | Milan                   | A                       | 12         | 1          | CI              | 1               | 0               | -                    | -                    | -                    | -           | -           | -           | 13     | 1      |
| Totale Milan            | Totale Milan            | Totale Milan            | 29         | 1          |                 | 5               | 0               |                      | -                    | -                    |             | -           | -           | 34     | 1      |
| Totale carriera         | Totale carriera         | Totale carriera         | 311        | 29         |                 | 62              | 13              |                      | 12                   | 0                    |             | 2           | 0           | 304+   | 27+    |

### Cronologia delle presenze e delle reti in nazionale
| Cronologia completa delle presenze e delle reti in nazionale ― Italia | Cronologia completa delle presenze e delle reti in nazionale ― Italia | Cronologia completa delle presenze e delle reti in nazionale ― Italia | Cronologia completa delle presenze e delle reti in nazionale ― Italia | Cronologia completa delle presenze e delle reti in nazionale ― Italia | Cronologia completa delle presenze e delle reti in nazionale ― Italia | Cronologia completa delle presenze e delle reti in nazionale ― Italia | Cronologia completa delle presenze e delle reti in nazionale ― Italia |
| Data                                                                  | Città                                                                 | In casa                                                               | Risultato                                                             | Ospiti                                                                | Competizione                                                          | Reti                                                                  | Note                                                                  |
| --------------------------------------------------------------------- | --------------------------------------------------------------------- | --------------------------------------------------------------------- | --------------------------------------------------------------------- | --------------------------------------------------------------------- | --------------------------------------------------------------------- | --------------------------------------------------------------------- | --------------------------------------------------------------------- |
| 21-2-2007                                                             | Almere                                                                | Paesi Bassi                                                           | 2 – 0                                                                 | Italia                                                                | Amichevole                                                            | -                                                                     | 46’                                                                   |
| 12-3-2007                                                             | Silves                                                                | Italia                                                                | 4 – 1                                                                 | Irlanda                                                               | Algarve Cup 2007                                                      | -                                                                     | 54’                                                                   |
| 14-3-2007                                                             | Olhão                                                                 | Italia                                                                | 1 – 0                                                                 | Germania                                                              | Algarve Cup 2007 - Finale 7º posto                                    | -                                                                     |                                                                       |
| 2-10-2008                                                             | Montereale Valcellina                                                 | Italia                                                                | 3 – 0                                                                 | Ungheria                                                              | Qual. Euro 2009                                                       | -                                                                     |                                                                       |
| 25-10-2008                                                            | Praga                                                                 | Rep. Ceca                                                             | 0 – 1                                                                 | Italia                                                                | Qual. Euro 2009 - Play-off                                            | -                                                                     | 67’                                                                   |
| 31-1-2009                                                             | Sydney                                                                | Australia                                                             | 2 – 2                                                                 | Italia                                                                | Amichevole                                                            | -                                                                     | 83’                                                                   |
| 7-2-2009                                                              | Canberra                                                              | Australia                                                             | 1 – 5                                                                 | Italia                                                                | Amichevole                                                            | -                                                                     | 74’                                                                   |
| 31-8-2009                                                             | Helsinki                                                              | Russia                                                                | 0 – 2                                                                 | Italia                                                                | Euro 2009 - Fase a gironi                                             | -                                                                     |                                                                       |
| 4-9-2009                                                              | Lahti                                                                 | Germania                                                              | 2 – 1                                                                 | Italia                                                                | Euro 2009 - Quarti di finale                                          | -                                                                     |                                                                       |
| 19-9-2009                                                             | Domžale                                                               | Slovenia                                                              | 0 – 8                                                                 | Italia                                                                | Qual. Mondiali 2011                                                   | 1                                                                     |                                                                       |
| 23-9-2009                                                             | Rieti                                                                 | Italia                                                                | 2 – 0                                                                 | Portogallo                                                            | Qual. Mondiali 2011                                                   | -                                                                     |                                                                       |
| 24-10-2009                                                            | Erevan                                                                | Armenia                                                               | 0 – 8                                                                 | Italia                                                                | Qual. Mondiali 2011                                                   | -                                                                     | 46’                                                                   |
| 26-2-2010                                                             | Larnaca                                                               | Italia                                                                | 2 – 0                                                                 | Scozia                                                                | Cyprus Cup 2010                                                       | -                                                                     | 65’                                                                   |
| 1-3-2010                                                              | Nicosia                                                               | Italia                                                                | 1 – 1                                                                 | Paesi Bassi                                                           | Cyprus Cup 2010                                                       | -                                                                     | 70’                                                                   |
| 3-3-2010                                                              | Nicosia                                                               | Inghilterra                                                           | 3 – 2                                                                 | Italia                                                                | Cyprus Cup 2010 - Finale 5º posto                                     | -                                                                     | 37’                                                                   |
| 27-3-2010                                                             | Tocha                                                                 | Portogallo                                                            | 1 – 4                                                                 | Italia                                                                | Qual. Mondiali 2011                                                   | -                                                                     |                                                                       |
| 2-10-2010                                                             | Černihiv                                                              | Ucraina                                                               | 0 – 3                                                                 | Italia                                                                | Qual. Mondiali 2011 - Play-off                                        | -                                                                     | 90+3’                                                                 |
| 20-11-2010                                                            | Padova                                                                | Italia                                                                | 0 – 1                                                                 | Stati Uniti                                                           | Qual. Mondiali 2011 - Play-off UEFA-CONCACAF                          | -                                                                     | 90+3’                                                                 |
| 2-3-2011                                                              | Larnaca                                                               | Inghilterra                                                           | 2 – 0                                                                 | Italia                                                                | Cyprus Cup 2011                                                       | -                                                                     | 68’                                                                   |
| 4-3-2011                                                              | Nicosia                                                               | Italia                                                                | 0 – 1                                                                 | Canada                                                                | Cyprus Cup 2011                                                       | -                                                                     | 46’                                                                   |
| 7-3-2011                                                              | Larnaca                                                               | Scozia                                                                | 0 – 0                                                                 | Italia                                                                | Cyprus Cup 2011                                                       | -                                                                     |                                                                       |
| 9-3-2011                                                              | Larnaca                                                               | Russia                                                                | 0 – 2                                                                 | Italia                                                                | Cyprus Cup 2011 - Finale 9º posto                                     | -                                                                     |                                                                       |
| 3-6-2011                                                              | Osnabrück                                                             | Germania                                                              | 5 – 0                                                                 | Italia                                                                | Amichevole                                                            | -                                                                     |                                                                       |
| 11-12-2011                                                            | San Paolo                                                             | Italia                                                                | 2 – 2                                                                 | Danimarca                                                             | Torneio Internacional 2011                                            | -                                                                     | 68’                                                                   |
| 15-12-2011                                                            | San Paolo                                                             | Italia                                                                | 6 – 0                                                                 | Cile                                                                  | Torneio Internacional 2011                                            | -                                                                     |                                                                       |
| 18-12-2011                                                            | San Paolo                                                             | Italia                                                                | 3 – 2                                                                 | Cile                                                                  | Torneio Internacional 2011                                            | -                                                                     |                                                                       |
| 31-3-2012                                                             | Ferrara                                                               | Italia                                                                | 4 – 0                                                                 | Bosnia ed Erzegovina                                                  | Qual. Euro 2013                                                       | -                                                                     | 85’                                                                   |
| 4-4-2012                                                              | Podol'sk                                                              | Russia                                                                | 0 – 2                                                                 | Italia                                                                | Qual. Euro 2013                                                       | -                                                                     | 84’                                                                   |
| 19-9-2012                                                             | Atene                                                                 | Grecia                                                                | 0 – 0                                                                 | Italia                                                                | Qual. Euro 2013                                                       | -                                                                     |                                                                       |
| 6-3-2013                                                              | Nicosia                                                               | Inghilterra                                                           | 4 – 2                                                                 | Italia                                                                | Cyprus Cup 2013                                                       | -                                                                     | 58’                                                                   |
| 8-3-2013                                                              | Larnaca                                                               | Nuova Zelanda                                                         | 2 – 0                                                                 | Italia                                                                | Cyprus Cup 2013                                                       | -                                                                     |                                                                       |
| 13-3-2013                                                             | Larnaca                                                               | Corea del Sud                                                         | 0 – 1                                                                 | Italia                                                                | Cyprus Cup 2013 - Finale 9º posto                                     | -                                                                     | 55’                                                                   |
| 7-4-2013                                                              | Sankt Veit an der Glan                                                | Austria                                                               | 1 – 3                                                                 | Italia                                                                | Amichevole                                                            | -                                                                     | 60’                                                                   |
| 5-3-2014                                                              | Larnaca                                                               | Inghilterra                                                           | 2 – 0                                                                 | Italia                                                                | Cyprus Cup 2014                                                       | -                                                                     | 64’                                                                   |
| 10-3-2014                                                             | Larnaca                                                               | Italia                                                                | 1 – 1                                                                 | Finlandia                                                             | Cyprus Cup 2014                                                       | -                                                                     | 62’                                                                   |
| 12-3-2014                                                             | Paralimni                                                             | Australia                                                             | 5 – 2                                                                 | Italia                                                                | Cyprus Cup 2014 - Finale 7º posto                                     | -                                                                     | 70’                                                                   |
| 8-5-2014                                                              | Skopje                                                                | Macedonia                                                             | 0 – 11                                                                | Italia                                                                | Qual. Mondiali 2015                                                   | 1                                                                     |                                                                       |
| 4-3-2015                                                              | Nicosia                                                               | Corea del Sud                                                         | 1 – 2                                                                 | Italia                                                                | Cyprus Cup 2015                                                       | -                                                                     | 75’                                                                   |
| 6-3-2015                                                              | Larnaca                                                               | Italia                                                                | 3 – 2                                                                 | Scozia                                                                | Cyprus Cup 2015                                                       | -                                                                     |                                                                       |
| 9-3-2015                                                              | Nicosia                                                               | Italia                                                                | 0 – 1                                                                 | Canada                                                                | Cyprus Cup 2015                                                       | -                                                                     | 73’                                                                   |
| 11-3-2015                                                             | Larnaca                                                               | Italia                                                                | 2 – 3                                                                 | Messico                                                               | Cyprus Cup 2015 - Finale 3º posto                                     | -                                                                     | 65’                                                                   |
| 28-5-2015                                                             | Nagano                                                                | Giappone                                                              | 1 – 0                                                                 | Italia                                                                | Amichevole                                                            | -                                                                     | 67’                                                                   |
| 27-10-2015                                                            | Chomutov                                                              | Rep. Ceca                                                             | 0 – 3                                                                 | Italia                                                                | Qual. Euro 2017                                                       | -                                                                     |                                                                       |
| 3-12-2015                                                             | Guiyang                                                               | Cina                                                                  | 1 – 1                                                                 | Italia                                                                | Amichevole                                                            | -                                                                     |                                                                       |
| 4-3-2016                                                              | Larnaca                                                               | Italia                                                                | 1 – 1                                                                 | Irlanda                                                               | Cyprus Cup 2016                                                       | 1                                                                     |                                                                       |
| 9-3-2016                                                              | Larnaca                                                               | Italia                                                                | 3 – 1                                                                 | Rep. Ceca                                                             | Cyprus Cup 2016 - Finale 3º posto                                     | -                                                                     |                                                                       |
| 9-4-2016                                                              | Bienne                                                                | Svizzera                                                              | 2 – 1                                                                 | Italia                                                                | Qual. Euro 2017                                                       | -                                                                     | 46’                                                                   |
| 1-3-2017                                                              | Larnaca                                                               | Corea del Nord                                                        | 3 – 0                                                                 | Italia                                                                | Cyprus Cup 2017                                                       | -                                                                     |                                                                       |
| 6-3-2017                                                              | Larnaca                                                               | Svizzera                                                              | 6 – 0                                                                 | Italia                                                                | Cyprus Cup 2017                                                       | -                                                                     |                                                                       |
| 8-3-2017                                                              | Larnaca                                                               | Italia                                                                | 6 – 2                                                                 | Rep. Ceca                                                             | Cyprus Cup 2017 - Finale 11º posto                                    | -                                                                     | 53’                                                                   |
| 17-7-2017                                                             | Rotterdam                                                             | Italia                                                                | 1 – 2                                                                 | Russia                                                                | Euro 2017 - Fase a gironi                                             | -                                                                     | 61’                                                                   |
| 21-7-2017                                                             | Tilburg                                                               | Germania                                                              | 2 – 1                                                                 | Italia                                                                | Euro 2017 - Fase a gironi                                             | -                                                                     |                                                                       |
| 25-7-2017                                                             | Doetinchem                                                            | Svezia                                                                | 2 – 3                                                                 | Italia                                                                | Euro 2017 - Fase a gironi                                             | -                                                                     | 84’                                                                   |
| 15-9-2017                                                             | La Spezia                                                             | Italia                                                                | 5 – 0                                                                 | Moldavia                                                              | Qual. Mondiali 2019                                                   | -                                                                     | 62’                                                                   |
| 19-9-2017                                                             | Cluj-Napoca                                                           | Romania                                                               | 0 – 1                                                                 | Italia                                                                | Qual. Mondiali 2019                                                   | -                                                                     | 82’                                                                   |
| Totale                                                                |                                                                       | Presenze                                                              | 55                                                                    |                                                                       | Reti                                                                  | 3                                                                     |                                                                       |

## Palmarès

### Club
- Úrvalsdeild kvenna: 1

Stjarnan: 2014
- Coppa d'Islanda: 1

Stjarnan: 2014
- Campionato italiano: 2

AGSM Verona: 2014-2015
Fiorentina: 2016-2017
- Coppa Italia: 2

Fiorentina: 2016-2017, 2017-2018